# Fany (román)
Fany je román české spisovatelky Anny Marie Tilschové z roku 1915.
Hlavní hrdinka románu, Fany, hledá naplnění svého života, který není naplněn city. Východisko z této prázdnoty hledá v tom, že zachrání rodinný majetek a postará se o dvě cizí děti.

## Vznik románu
Román vznikl v době těsně před začátkem první světové války. Mezi lidmi vrcholila hospodářská krize, která válce předcházela, a houstlo napětí. Toto nejisté období právě nejvíce ovlivnilo měšťanskou společnost.
Tato doba měla za následek sebevraždu autorčina manžela Emanuela Tilsche, nadějného profesora právnické fakulty. Svým rozhodnutím opustil svoji rodinu i kariéru. Tento fakt a později i sebevražda jejího bratra autorku poznamenaly a Tilschová začala podrobněji pozorovat společnost kolem sebe.
Román byl vydán zřejmě roku 1915. Nesrovnalosti týkající se doby vzniku románu jsou možná způsobeny tím, že Tilschová začala román psát již v roce 1912, kdy její manžel spáchal sebevraždu. Je proto možné, že ho roku 1913 nechala vytisknout v menších nákladech a znovu byl dán ve finální podobě k tisku až roku 1915.

## Motivy románu
Ústředním motivem Fany je dospívání stejnojmenné hrdinky v citově chladném prostředí, kdy otec pro ni představuje maximální až diktátorskou autoritu. Fany hledá naplnění svého prázdného života, který není naplněn city. Východisko z této prázdnoty života bez údělu hledá v tom, že zachrání rodinný majetek a postará se o dvě cizí děti.
Středem románu je vylíčení dusného prostředí, ve kterém žije dříve zámožná pražská rodina. Jde o rodinu měšťanskou, všichni z rodiny byli svými kořeny obchodníky, kupci nebo továrníky.
Tato rodina, která obývá vilu v parkové zahradě, plní veškerá kritéria k tomu, aby úspěšně fungovala (krom finanční situace). Avšak v rodině nefungují sociální vazby, nefunguje zde pořádně ani komunikace, rodina je nešťastná a neuspokojuje takové potřeby, které by měla. Proto je každý den skoro stejný jako den předchozí i následující. Lidské vztahy v této rodině nefungují, není zde láska. Tato fakta směřují k tomu, že člověk, který v této rodině žije, se nemá ani na co těšit a mnohdy koketuje se smyslem života. S tímto souvisí smutná realita toho, že lidé, kteří v tomto prostředí žijí, tomuto stavu přivykají a ani nikterak netouží po změně.
Dalším motivem je motiv sebevraždy, se kterým se můžeme setkat dokonce dvakrát. Výsledek tohoto konání je však podávána jako příčina okolností vnějších.

## Děj románu
Fany žije v měšťanské společnosti, v domě se svým otcem a macechou, společně se strýci a tetami. Rodina je ale nešťastná a stejně tak i Fany. Lidské vztahy v této rodině nefungují, není zde láska. Tato fakta směřují k tomu, že člověk, který v této rodině žije, se nemá ani na co těšit a mnohdy koketuje se smyslem života, který se zdá být velmi složitě hledatelný. S tímto souvisí smutná realita toho, že lidé, kteří v tomto prostředí žijí, tomuto stavu přivykají a ani nikterak netouží po změně. Samotná Fany tuto stereotypní hladinu rozvíří láskou k studentovi, která vlastně snad ani láskou z její strany nebyla, avšak zanedlouho se vše vrací zpátky do klidu, do starých dobrých zajetých kolejí.
V závěru románu se Fany ujímá dvou dětí. Tito dva mladí chlapečkové nakonec tvoří pro Fany smysl jejího života, přinášejí ji určitě vykoupení od tragického rodinného osudu žít bez lásky.

### Postavy
- Fany
- otec Fany
- pokojská Máry
- teta Rosa
- teta Mary
- strýc Fraj
- Adolf
- Daněk
- teta Betty
- Lída Maternová
- zahradník Fiala
- student Filip
- bratranec Richard
- sestřenice Poldy